# Tetraulax lateraloides
Tetraulax lateraloides är en skalbaggsart som beskrevs av Stefan von Breuning 1948. Tetraulax lateraloides ingår i släktet Tetraulax och familjen långhorningar. Inga underarter finns listade i Catalogue of Life.